# پناهگاه کورکی
پناهگاه کورکی مربوط به دوران فرادیرینه‌سنگی است و در شهرستان شیراز، بخش زرقان، دهستان رحمت آباد، ۲/۵ کیلومتری شمال روستای کورکی واقع شده و این اثر در تاریخ ۳۰ بهمن ۱۳۸۶ با شمارهٔ ثبت ۲۰۷۶۱ به‌عنوان یکی از آثار ملی ایران به ثبت رسیده است.